# De Magische Wereld van Pardoes
De Magische Wereld van Pardoes is een Nederlandse televisieserie over de avonturen van Pardoes de Tovernar.

## Verhaal
Pardoes woont op de planeet Symbolica waar hij een huis heeft aan de rand van Hartenstad. Hij is vaak te vinden in het observatorium  van grootmeester Almar en kijkt graag in zijn boeken.
Hij moet samen met Prinses Pardijn de elf toetsen volbrengen, maar de sluwe Pantagor (aartsvijand van Pardoes) probeert Pardoes elke keer tegen te houden. Omdat Pantagor verbannen is uit Hartenstad moet zijn dienaar Rattar hem stoppen. Rattar is niet al te slim en daardoor mislukt zijn plan altijd.

## Personages
- Pardoes (gespeeld door Alex Hendrickx): het hoofdpersonage van de serie;
- Pardijn (gespeeld door Emilie Pos): toekomstig koningin van Symbolica en vriendin van Pardoes, die ook stiekem verliefd is op hem;
- Pantagor (gespeeld door Hugo Maerten): de slechterik van de serie en was vroeger de leerling van Almar;
- Rattar (gespeeld door Sander van Amsterdam): dienaar van Pantagor en moet altijd zijn vuile werk opknappen;
- Grootmagister Almar (gespeeld door Peter Faber): leraar van Pardoes en vroeger ook leraar van Pantagor;
- Aliciana (gespeeld door Maeve van der Steen): peettante van Pardoes en apotheker;
- Koning Pardulfus Carando Domerano (gespeeld door Bart Poulissen): de koning van Symbolica;
- Prins Dagonaut (gespeeld door Beau Schneider): prins van Legendaria;
- Hofdame (gespeeld door Sytske van der Ster): dienares in het paleis.